# (1388) Aphrodite
(1388) Aphrodite es un asteroide que forma parte del cinturón de asteroides y fue descubierto el 24 de septiembre de 1935 por Eugène Joseph Delporte desde el Real Observatorio de Bélgica, Uccle.

## Designación y nombre
Aphrodite se designó al principio como 1935 SS.
Más tarde fue nombrado por Afrodita, una diosa de la mitología griega.

## Características orbitales
Aphrodite orbita a una distancia media del Sol de 3,018 ua, pudiendo alejarse hasta 3,299 ua. Tiene una inclinación orbital de 11,18° y una excentricidad de 0,09316. Emplea 1915 días en completar una órbita alrededor del Sol.